# Chrysomalla turcica
Chrysomalla turcica är en stekelart som beskrevs av Boucek 1972. Chrysomalla turcica ingår i släktet Chrysomalla och familjen gropglanssteklar.
Artens utbredningsområde är Turkiet. Inga underarter finns listade i Catalogue of Life.